# Градината на Финци-Контини
„Градината на Финци-Контини“ (на италиански: Il giardino dei Finzi-Contini) е италианско-западногермански исторически филм, излязъл по екраните през 1970 година, режисиран от Виторио Де Сика и с участието на Лино Каполикио, Доминик Санда, Хелмут Бергер, Фабио Тести и Ромоло Вали. Сценарият на Уго Пиро и Виторио Боничели е адаптация по едноименния роман на Джорджо Басани от 1962 година.
„Градината на Финци-Контини“ получава награда „Оскар“ за най-добър чуждоезичен филм и наградата „Златна мечка“.

## Сюжет
Действието започва в краят на 30-те години на XX век във Ферара, Италия. Режимът на Бенито Мусолини започва постепенно да въвежда антисемитистки ограничения и много евреи решават да напуснат страната. Членовете на богатото и аристократично еврейско семейство Финци-Контини живеят в своето голямо и оградено от външния свят имение и смятат, че тези процеси и новите закони не ги засягат. Децата от фамилията - дъщерята Микол и синът Алберто - продължават да се забавляват, да канят на гости групи приятели, да харчат пари и да играят тенис. На една от тези сбирки попада и Джорджо, еврейски младеж от скромно семейство, който се влюбва в Микол и се опитва да се грижи за нея, а тя се държи своенравно, като понякога показва привързаност към него, а в други случаи се дистанцира. Развитието на отношенията им е рязко прекъснато, когато Микол със семейството си и бащата на Джорджо са задържани в местното училище в очакване на изселване на евреите от града, докато Джорджо успява да се укрие.

## В ролите
| Актьор           | Роля               |
| ---------------- | ------------------ |
| Лино Каполикио   | Джорджо            |
| Доминик Санда    | Микол              |
| Хелмут Бергер    | Алберто            |
| Фабио Тести      | Малнате            |
| Ромоло Вали      | Бащата на Джорджо  |
| Камило Чезареи   | Бащата на Микол    |
| Ина Алексеевна   | Бабата на Микол    |
| Катина Моридзани | Майката на Микол   |
| Барбара Пилавин  | Майката на Джорджо |